# مارتا وجسيك
مارتا وجسيك (بالبولندية: Marta Wójcik)‏ (و. 1982  م) هي لاعبة كرة طائرة، من بولندا، ولدت في بيوتركوف تريبونالسكي.